# والریا دوبیچی
والریا دوبیچی (ایتالیایی: Valeria D'Obici؛ زادهٔ ۱۷ آوریل ۱۹۵۲) یک هنرپیشه اهل ایتالیا است.
از فیلم‌های او می‌توان به فرار از برانکس، پلیس قاتل، شیفتهٔ جولیا و ساقدوش اشاره کرد.